# 4e arrondissement de Porto-Novo
Pour un article plus général, voir Arrondissements de Porto-Novo.
Pour les articles homonymes, voir 4e arrondissement.
Le 4e arrondissement de Porto-Novo est l'un des cinq arrondissements de la commune de Porto-Novo dans le département de l'Ouémé au Bénin.

## Géographie

### Localisation
Le 4e arrondissement est situé au Nord de la commune de Porto-Novo, capitale de la république du Bénin.
|                                 | Commune d'Avrankou                                                                               |                    |
| 5e arrondissement de Porto-Novo | 4e arrondissement de Porto-Novo                                                                  | Commune d'Avrankou |
|                                 | 1er arrondissement de Porto-Novo,2e arrondissement de Porto-Novo,3e arrondissement de Porto-Novo | Adjarra            |

### Administration
Sur les 100 villages et quartiers de ville que compte la commune de Porto-Novo, le 4e arrondissement en groupe 18 quartiers que sont,: 
1. Anavié
2. Anavié Voirie
3. Djègan kpèvi
4. Dodji
5. Gbèdjromèdé Fusion
6. Gbodjè
7. Guévié
8. Hlogou ou Hlongou
9. Houinmè Château d’eau
10. Houinmè Djaguidi
11. Houinmè Ganto
12. Houinmè Gbèdjromèdé
13. Hounsa
14. Hounsouko
15. Kandévié Missogbé
16. Kandévié Owodé
17. Kpogbonmè
18. Sèto–Gbodjè

## Histoire
Le 4e arrondissement de Porto-Novo est une subdivision administrative béninoise. Dans le cadre de la décentralisation au Bénin, il devient officiellement un arrondissement de la commune de Porto-Novo le 27 mai 2013 après la délibération et adoption par l'Assemblée nationale du Bénin en sa séance du 15 février 2013 de la loi N° 2013-05 du 15/02/2013 portant création, organisation, attributions et fonctionnement des unités administratives locales en République du Bénin,.

## Démographie
Selon le recensement général de la population et de l'habitation de 2013 conduit par l'Institut national de la statistique et de l'analyse économique (INSAE), le 4e arrondissement compte 14125 ménages avec 63 306 habitants,.
| Indicateur           | 2013  |
| -------------------- | ----- |
| Nombre de ménages    | 14125 |
| Population masculine | 29900 |
| Population féminine  | 33406 |
| Population totale    | 63306 |

La population est composée de plusieurs ethnies et groupes socioculturels. Il s'agit notamment des Goun et des Yoruba avec plus de 80% de la population, et forment les groupes dominants. On y rencontre également les ethnies comme les Ajas, Dendis, Toffins, Minas, okpas, Sèto et Tori,.

## Économie
La population mène des activités agricoles, la pêche et le commerce.

## Quartiers

### Anavié
Anavié devient officiellement un quartier du 4e arrondissement de la commune de Porto-Novo a la suite de la loi n° 2015-01 du 06 mars 2015 modifiant et complétant la loi n° 2013-05 du 27 mai 2013 portant création, organisation, attribution et fonctionnement des unités administratives en république du Benin,.
Selon le recensement général de la population et de l'habitation de 2013 conduit par l'instiut national de la statistique et de l'analyse économique (INSAE), Anavié compte 8 433 habitants.

### Anavié Voirie
Anavié Voirie devient officiellement un quartier du 4e arrondissement de la commune de Porto-Novo a la suite de la loi n° 2015-01 du 06 mars 2015 modifiant et complétant la loi n° 2013-05 du 27 mai 2013 portant création, organisation, attribution et fonctionnement des unités administratives en république du Benin,.